# Siège de Mayence (1689)
Pour les articles homonymes, voir Siège de Mayence.
Guerre de la Ligue d'Augsbourg
Batailles
- Philippsbourg (1688)
- Sac du Palatinat (1689)
- Baie de Bantry (1689)
- Mayence (1689)
- Walcourt (1689)
- Fleurus (1690)
- Cap Béveziers (1690)
- La Boyne (1690)
- Limerick (1690)
- Staffarda (1690)
- Québec (1690)
- Coni (1691)
- Mons (1691)
- Leuze (1691)
- Aughrim (1691)
- La Hougue (1692)
- Namur (1692)
- Steinkerque (1692)
- Lagos (1693)
- Neerwinden (1693)
- La Marsaille (1693)
- Charleroi (1693)
- Saint-Malo (1693)
- Rivière Ter (1694)
- Camaret (1694)
- Texel (1694)
- Dieppe (1694)
- Bruxelles (1695)
- Namur (1695)
- Dogger Bank (1696)
- Carthagène (1697)
- Barcelone (1697)
- Baie d'Hudson (1697)

Le siège de Mayence se déroule du 1er juin au 8 septembre 1689, pendant la guerre de la Ligue d'Augsbourg. Nicolas Chalon du Blé d'Huxelles et Jacques Henri de Durfort défendent la ville assiégée par les armées de la Ligue d'Augsbourg.

## Déroulement
Le siège de Mayence ayant été résolu, les troupes de Saxe et de Hesse-Cassel y arrivent les premières, s'y retranchent, construisent un pont sur le Main au-dessous de leur camp, et ne font pendant quelque temps que jeter des bombes dans les redoutes que les Français ont construites sur le Rhin. Le duc Charles V de Lorraine ayant passé ce fleuve sur le pont de Rüdesheim am Rhein, s'approche de la ville, qu’il fait investir le 17 juillet 1689. Le même jour, le reste de l’armée impériale traverse le même fleuve sur un pont construit à Weisenau ; il est suivi des troupes saxonnes, à la réserve de quelques régiments qui demeurent de l’autre côté du Rhin, et dans les îles qui sont entre ce fleuve et le Main. La cavalerie de la place fait d’abord deux sorties, où les Impériaux perdent beaucoup de monde ; 3 000 hommes sont commandés pour travailler aux lignes de circonvallation, et on fait venir 30 000 fascines pour se couvrir plus aisément. L’électeur de Bavière, Maximilien-Emmanuel, après avoir envoyé un détachement vers la Forêt-Noire, rejoint les Impériaux avec sept à huit mille hommes.

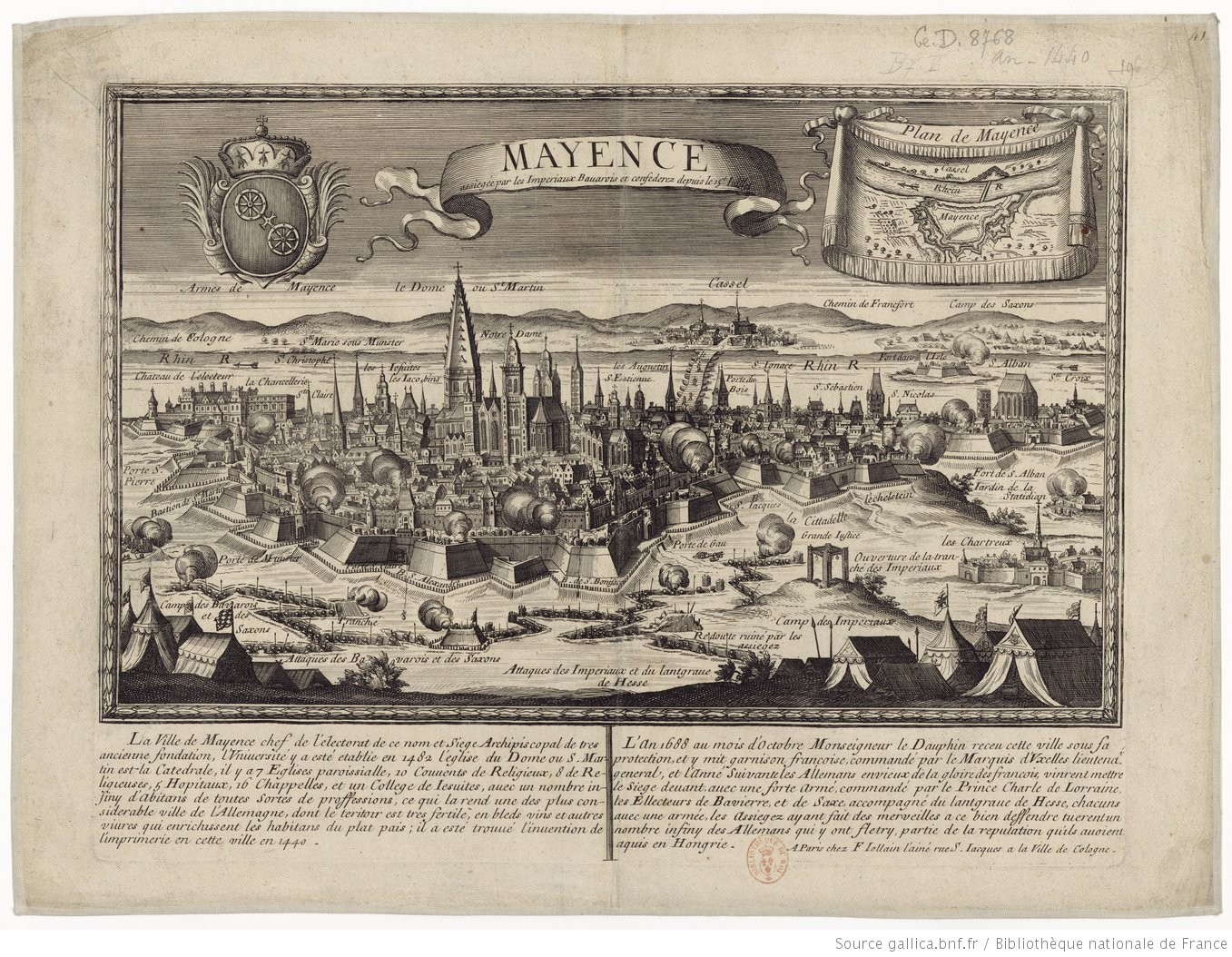
Vue de la ville de Mayence assiégée par le prince Charles de Lorraine. Gravure publiée par François Jollain l'aîné (1660-1704), à Paris rue Saint-Jacques à l'enseigne "À la Ville de Cologne"

Pendant que le duc de Lorraine forme le siège de Mayence avec les électeurs de Bavière et de Saxe, l’électeur Frédéric III de Brandebourg, avec ses troupes et celles de Münster, investit Bonn. Il y avait dans la place huit bataillons français et un allemand, faisant en tout 6 500 hommes, 800 hommes de cavalerie en deux régiments, et un de dragons de 400 hommes ; outre cela, chaque bataillon avait une compagnie de grenadiers de 50 hommes. Le baron d'Asfeld, qui s'était signalé en Suède, y commande dès le commencement du siège, et avait mis dans une redoute vis-à-vis de la place 50 hommes qui soutiennent deux assauts, et qui rentrent ensuite dans la ville. Le commandant est blessé à la tête, et ne laisse pas que de défendre la brèche avec cinq soldats restés auprès de lui ; après quoi il se retire. Les troupes qui sont à Zulpich pour tenir le pays qui est au-delà du Rhin à couvert des courses de la garnison de Bonn, voyant la redoute prise, repassent le fleuve. On dresse deux batteries de canon et de mortiers pour battre la place de l'autre côté du Rhin, tandis que les troupes de Münster et des détachements de l'armée de Lunebourg et de Hollande l'attaquent du côté français avec 60 pièces de canon et 12 mortiers. On tire en huit jours 7 000 bombes qui ruinent la plupart des maisons, sans néanmoins endommager les magasins ; ce qui était le principal but des assiégeants. Le baron d'Asfeld voyant que la ville n’est plus qu'un monceau de pierres, loge la garnison au dehors.

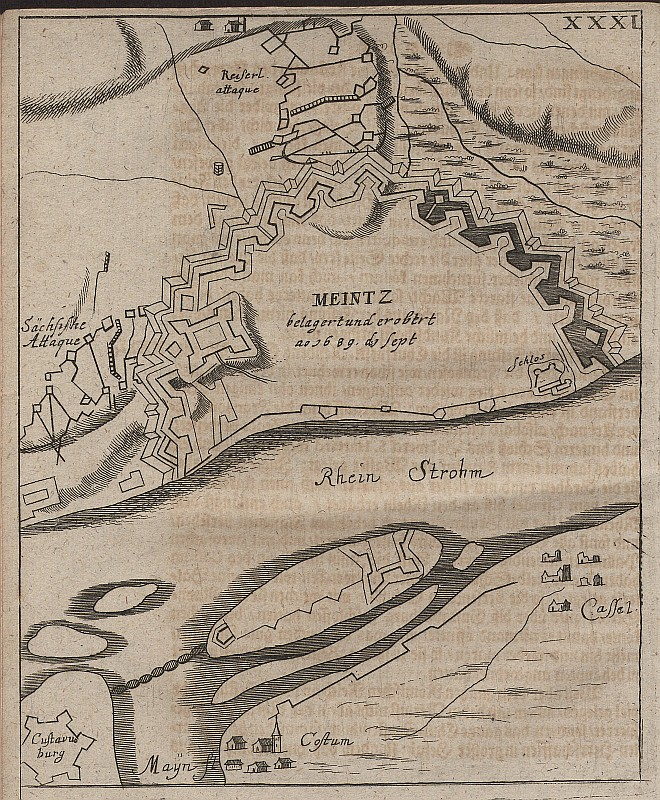
Reconquête par les Impériaux

Les Impériaux ne réussissent pas mieux devant Mayence ; leurs travaux vont lentement, parce que les assiégés font de fréquentes sorties, et ruinent le jour ce qu’ils ont fait la nuit. Ils en font une entre autres le 22 juillet, où les Allemands perdent beaucoup d'hommes. Le prince Frédéric-Guillaume de Palatinat-Neubourg, à la tranchée avec deux de ses frères, y est tué d'un coup de fauconneau qui lui emporte la tête. Le duc de Lorraine prend son quartier derrière l’église de Sainte-Croix ; l’électeur de Saxe se loge sur les hauteurs de Weisenau, et les troupes de Hanovre se logent à la Chartreuse Saint-Michel de Mayence. Le marquis d'Uxelles, qui commande la place, se défend jusqu’au 8 septembre. Après sept semaines d'un siège meurtrier il capitule, faute de poudre et de mousquets. La garnison française, forte encore de six-mille hommes, se retire le 11, tambour battant, enseignes déployées, avec armes et bagages, six pièces de canon et quatre mortiers. Les blessés sont chargés sur cinquante charrettes fournies par les Allemands. Les Français sont escortée par le duc en direction de Landau. 
Après la prise de cette place, le duc de Lorraine et l'électeur de Bavière vont joindre l’électeur de Brandebourg devant Bonn, qui se défend encore. Le baron d’Asfeld soutient le siège jusqu'au 12 octobre, et sort de la place en battant tambours.
Les écrivains allemands conviennent qu’ils ont fait peu de sièges plus meurtriers. Les assiégés faisaient quelquefois deux du trois sorties en un jour, à deux heures l'une de l'autre. Dans une seule il resta neuf cents impériaux sur le carreau. Le roi, voyant d’Uxelles à son retour honteux de reparaître devant lui : « marquis, lui dit-il, vous avez défendu la place en homme de cœur, et vous avez capitulé en homme d'esprit ».

### Sources et bibliographie
- Relation du siège de Grave en 1674 et de celui de Mayence en 1689, Paris, Jombert, 1756 (lire en ligne)
- La Gazette, juin-septembre 1689 (lire en ligne)
- Philippe de Courcillon marquis de Dangeau, Journal du Marquis de Dangeau, Paris, Firmin-Didot, 1854 (lire en ligne)
- « Théâtre des guerres : Mayence », sur Gallica, 1689 (consulté le 30 janvier 2022)
- « Plan de Mayence en Allemagne en deça du Rhin, vis à vis de la jonction du Main. Cette Place apartient à l'Electeur du mesme nom, Mgr. le Dauphin s'en empara au mois d'aoust 1688 et les Allemands la reprirent en la Campagne de 1689 après six semaines de tranchées ouvertes », sur Gallica, 1689 (consulté le 30 janvier 2022)
- « Mayence scitué en deça du rhin, au confluent du main et du rhin, cette ville est le siège d'un archévesque et du premier electeur de l'empire... Assiégée par l'armée de l'empereur commandée par Mr le duc de lorraine et deffenduë par Mr le marquis d'uxelles qui... fut obligé de capituler le 8 7bre. 1689 », sur Gallica, 1689 (consulté le 30 janvier 2022)
- (de) J. & G. Software www. jugsoftware.de, « Digitales Archiv Marburg - Das DigAM Projekt - Startseite », sur www.digam.net (consulté le 30 janvier 2022). (Cartes contemporaines du siège de Mayence, recherche "Siege von Mainz 1689")
- Anne-Gabriel Meusnier de Querlon, Mémoires de M de*** pour servir à l’histoire du XVIIe siècle, Paris, édition Foucault, 1827 (lire en ligne)
- (de) Johann Heinrich Hennes, Die Belagerung von Mainz im Jahr 1689, Mainz, V. von Zabern, 1864 (lire en ligne)
- Gauthier Langlois, « Geoffroy Petit, intendant militaire de Mayence », sur Paratge, 21 janvier 2022